# Valentin Oswald Ottendorfer
Valentin Oswald Ottendorfer (12. února 1826 ve Svitavách – 15. prosince 1900 v New Yorku, USA) byl zámožný newyorský občan německé národnosti, svitavský rodák, mecenáš a stavitel několika historických staveb ve Svitavách.

## Život
Valentin Oswald Ottendorfer se narodil ve Svitavách v rodině soukenického mistra. Studentská léta prožil na universitách v Brně, Vídni a v Praze. Po revolučních bouřích v roce 1848, kterých se aktivně zúčastnil, byl nucen opustit monarchii. Emigroval do USA, kde v New Yorku pracoval nejdříve jako nádeník, ale později se vypracoval na redaktora největších německých novin New-Yorker Staats-Zeitung. V roce 1859 se oženil s vdovou po majiteli listu a tiskárny Annou Josefou Behr Uhl. Noviny pod jeho vedením dále vzkvétaly.

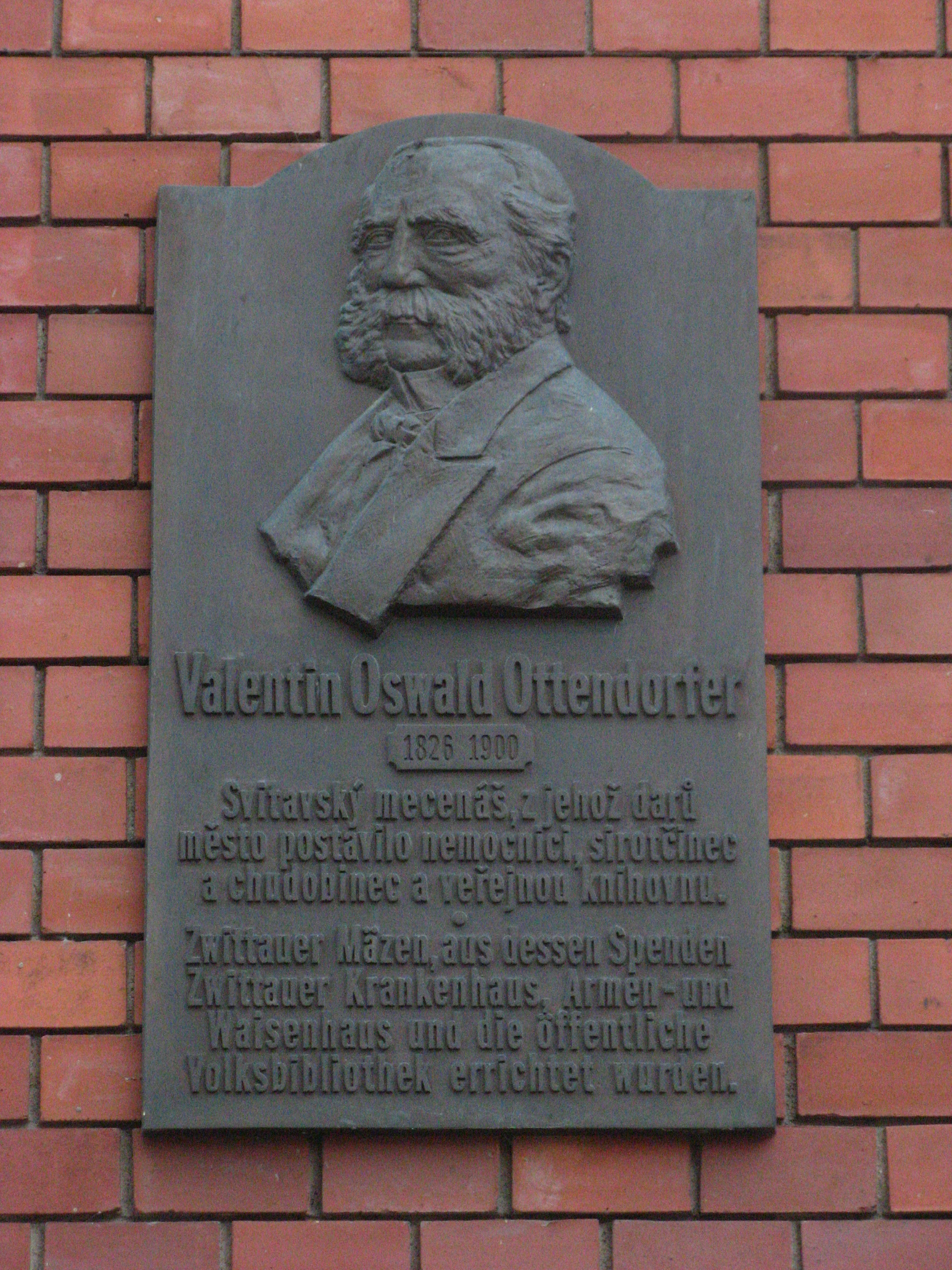
plaketa V. O. Ottendorfera na Ottendorferově knihovně

V roce 1892 byla z jím poskytnutého finančního daru postavena budova Ottendorferova domu, kde byla otevřena velká veřejná lidová Ottendorferova knihovna a čítárna. Neplatilo se výpůjčné a čítárna byla bezplatnou službou. Na realizaci knihovny věnoval Ottendorfer 300 000 zlatých a dalších 10 000 na nákup knih. Knihovna plnila i funkci společenského domu určeného k přednáškám koncertům i divadelním produkcím. Brzy získala 22 000 svazků a stala se tak největší institucí svého druhu v tehdejším Rakousku-Uhersku. Spolu s knihovnou nechal postavit kašnu se sousoším představujícím mateřskou lásku na památku své matky, která zemřela osm let po jeho emigraci, aniž by ji mohl navštívit. Celkem věnoval svému rodnému městu částku 1 000 000 zlatých (cca 700 milionů Kč v dnešní hodnotě), za které byl postaven také sirotčinec, chudobinec a nemocnice pro chudé (již v roce 1886). Na tyto instituce pamatoval rovněž ve své závěti zřízením nadací, které je měly finančně zajistit i v budoucnu.
Spolu se svou manželkou Annou Ottendorferovou (1815–1884) věnovali v roce 1882 také městu New Yorku lidovou knihovnu a nemocnici, kde byla poskytována bezplatná péče pro německé imigranty. Knihovna i nemocnice existují dodnes a obě sousedící budovy (135 and 137 Second Ave.NY) byly zařazeny do Národního seznamu historických památek USA.